# Bezpeczna (obwód żytomierski)
Bezpeczna (ukr. Безпечна) – wieś na Ukrainie, w obwodzie żytomierskim, w rejonie cudnowskim, siedziba administracyjna rady wiejskiej. W 2001 roku liczyła 419 mieszkańców.
Według danych z 2001 roku 99,8% mieszkańców jako język ojczysty wskazało ukraiński, 0,2% – rosyjski.